# Pic de la Riudera
El Pic de la Riudera és una muntanya de 1.189,7 m alt a cavall dels termes comunals de Castell de Vernet i Saorra, tots dos de la comarca del Conflent, a la Catalunya del Nord.
És a la zona més nord-occidental del terme de Castell de Vernet, a prop a ponent d'aquest poble, i al nord-oriental de Saorra, també a prop a llevant d'aquest segon poble.